# أني بويدج
أني بويدج (بالإنجليزية: Anne Buijs) لاعبة كرة طائرة هولندية الأصل، ولدت يوم الثاني عشر من فبراير سنة 1991، أصبحت عضوة في منتخب هولندا لكرة الطائرة للسيدات سنة 2008. وتلعب لنادي ريكسونا–أديس البرازيلي بعد انتقالها سنة 2016 قادمة من نادي فاكفيبانك التركي.

## نبذة عن حياتها
بدأت بويدج لعب الكرة الطائرة سنة 1997 مع نادي بوليسبورت.، وكانت أول مشاركة دولية لها مع منتخب هولندا لكرة الطائرة للسيدات في مايو 2008.
أصبحت قائدة المنتخب، مناصفة مع زميلتها سليستي بلاك سنة 2014، وتحديدا في بطولة العالم لكرة الطائرة للسيدات 2014 في مباراة الدور الثاني ضد منتخب صربيا.
في 2015، ساهمت في قلب المباراة التي جمعت منتخب هولندا بنظيره منتخب التشيك في آخر وقت المباراة ضمن البطولة الكبرى للكرة الطائرة.

## مسيرتها الرياضية
| الموسم     | النادي            |
| ---------- | ----------------- |
| 2006–2007  | زانستاد           |
| 2007–2010  | تي في سي أمستلفين |
| 2011–2013  | أستريخ كيلدريشت   |
| 2013–2014  | بوستو أرسيزيو     |
| 2014–2015  | لوكوموتيف باكو    |
| 2015–2016  | فاكيفبانك         |
| 2016– الآن | ريكسونا–أديس      |

## الإنجازات

### مع المنتخب
- البطولة الكبرى للكرة الطائرة: المركز الثالث (2016)
- بطولة أوروبا للكرة الطائرة: الوصيف (2015)

### مع الأندية
- الدوري الهولندي للكرة الطائرة: البطل (2008–2009–2010)
- كأس هولندا للكرة الطائرة: البطل (2008–2009–2010)
- كأس السوبر الهولندي للكرة الطائرة: البطل (2009–2010)
- الدوري البلجيكي للكرة الطائرة: البطل (2011)
- كأس بلجيكا للكرة الطائرة: البطل (2011)
- الدوري الألماني للكرة الطائرة: البطل (2012–2013)
- كأس ألمانيا للكرة الطائرة: البطل (2012–2013)
- الدوري الإيطالي للكرة الطائرة: الوصيف (2014)
- الدوري الأذربيجاني للكرة الطائرة: الوصيف (2015)
- كأس السوبر التركي: الوصيف (2015)
- دوري أبطال أوروبا للكرة الطائرة: الوصيف (2016)
- الدوري التركي للكرة الطائرة: البطل (2016)

## الجوائز
- أفضل لاعبة ضرب ساحق في بطولة مونترو للكرة الطائرة للماسترز 2015.[5]
- أفضل لاعبة ضرب ساحق في بطولة أوروبا للكرة الطائرة 2015.[6]

## روابط خارجية
- أني بويدج على موقع الاتحاد الدولي beach volleyball database (الإنجليزية)
- أني بويدج على موقع الاتحاد الأوروبي (الإنجليزية)
- أني بويدج على موقع دوري الدرجة الأولى الإيطالي للكرة الطائرة - سيدات (الإيطالية)
- أني بويدج على موقع اللجنة الأولمبية الدولية (الإنجليزية)
- أني بويدج على موقع أوليمبيديا (الإنجليزية)

- صفحة اللاعبة على موقع الاتحاد الدولي للكرة الطائرة (بالإنجليزية)
- صفحة اللاعبة على موقع الاتحاد الأوروبي للكرة الطائرة

(بالإنجليزية)